# Blue Steele
Blue Steele (* 11. März 1893 in Arkansas als Eugene Staples; † 7. Juli 1971) war ein US-amerikanischer Jazz-Sänger, Posaunist und Bigband-Leader.
Blue Steele spielte in den frühen 1920er Jahren in einer Hot Jazzband namens Watson's Bell Hops. Seine eigene Band war eine der frühen Territory Bands im Gebiet von Florida; diese in Atlanta Mitte der 1920er Jahre gegründete Band tourte vorwiegend durch den Süden und Mittleren Westen der USA; sie spielten eine Kombination aus Sweet und Swing-Stilen; zu ihren Erfolgstiteln gehörte „Sugar Babe, I'm Leaving“ (1927), die landesweite Bekanntheit erlangte, weil sie mit dem populären Walzer „Girl of My Dreams“, geschrieben von Sunny Clapp, gekoppelt war. Das Blue Steele Orchestra war in den frühen 1930er Jahren eine der populärsten Tanzbands der Region, die auch ungefähr 24 Nummern für Victor Records aufnahm. In seinen verschiedenen Orchestern spielte auch Gene Gifford. Neben dem Bandleader Steele sangen in dem Orchester außerdem  Kay Austin, Mabel Batson, Clyde Davis, George Marks und Bob Nolan.
Als der Stern der Band am Ende der Dekade zu sinken begann, löste sie Steele auf und zog Anfang der 1940er Jahre nach Mexiko-Stadt, wo er mit dem dortigen Radio-Sinfonieorchester und kleineren Ensembles arbeitete. Am Ende der 1950er Jahre hatte er eine Dixieland-Band, die Rhythm Rebels, in der auch Elmer Schoebel spielte. Blue Steele starb am 7. Juli 1971.
Leo Watson beschreibt in seinem Buch über die Bigband-Ära anhand von Zeitzeugen den jähzornigen Charakter des Bandleaders; laut Arwulf (Allmusic) sollen seine Charakterzüge von einer schweren Kopfverletzung herrühren, die er sich im Ersten Weltkrieg zuzog (der Spitz- und spätere Künstlername rührt von der Metallplatte her, die Steele wegen der Kriegsverletzung trug). Er galt als schwieriger Chef und reagierte empfindlich auf die geringste Provokation. Am meisten brachte es ihn in Rage, wenn seine Musiker kündigten; sie wagten ihm dies nur mitzuteilen, wenn er zum Rasieren vor dem Spiegel stand. Andere Musiker spielten dann betont schlecht, nur um ihren (auch tätlichen) Rauswurf durch Steele zu erreichen.

## Diskographische Hinweise
- 24 Titel aus den Jahren 1927 bis 1930 erschienen auf der Kompilation King Of Rhythm; die Musiker waren neben Blue Steele Kenny Sargent, Sonny Clapp und Goof Morrison, sowie Pat Davis und Frank Martinez, die später dem Casa Loma Orchestra angehörten.
- Weitere Titel des Orchesters erschienen auf den Anthologien Texas & Tennessee Territory Bands: 1928-1931 (ersch. 1999), Memphis Kick-Up und Hot Aire.